# Ottnangium
Das Ottnangium (auch Ottnang-Stufe oder Ottnangien, auch verkürzt zu Ottnang) ist eine regionale chronostratigraphische Stufe des Miozäns (Neogen) im zentralen Paratethys-Bereich. Sie entspricht etwa dem mittleren Teil der internationalen chronostratigraphischen Stufe des Burdigalium. Das Ottnangium lässt sich demnach ungefähr in den Zeitraum von 18,3 bis 17 Millionen Jahren stellen. In der zentralen Paratethys folgt auf die regionale Stufe des Ottnangium die regionale Stufe des Karpatium; sie folgt auf das Eggenburgium.

## Namensgebung und Stratotyp
Die Stufe ist nach Ottnang am Hausruck (Oberösterreich) benannt, in dessen Nähe auch das Stratotyp-Profil liegt, eine alte Schliergrube an der Schanze bei Wolfsegg am Hausruck.
Die Stufe wurde 1967 von den österreichischen Geologen Adolf Papp und Fred Rögl vorgeschlagen. Sie findet im Bereich der Paratethys fast allgemeine Verwendung.

## Definition
Die untere Grenze der regionalen Stufe des Ottnangium ist durch das Erscheinen der Kammmuscheln Flabellipecten hermannensis, Chlamys submalvinae, Chlamys pavonacea, Chlamys albina und Pecten fotensis definiert. Die obere Grenze ist durch das Erstauftreten der orbulinen Foraminiferen-Gattung Praeorbulina markiert.